# Étienne Blandin
Pour les articles homonymes, voir Blandin (homonymie).
Étienne Jean Marie Blandin né à Saint-Broladre (Ille-et-Vilaine) le 9 janvier 1903 et mort à Saint-Malo (Ille-et-Vilaine) le 10 novembre 1991 est un peintre français.

## Biographie
Fils d'Étienne Jean Arsène Blandin (1873-1960), marin ayant fait carrière dans l'administration maritime à Saint-Servan, et de mademoiselle Louise Moubèche son épouse, Étienne Blandin est né au domicile de ses grands-parents maternels, Jean et Louise Cécile Moubèche, à Saint-Broladre, dans le pays de Saint-Malo. La famille Blandin, implantée à Cancale, comprenait de nombreux marins. Le grand-père du peintre Étienne Louis Ange Blandin (1837-1887), engagé dans la marine militaire, termina au grade de Premier Maître de Manœuvre de 1re Classe une carrière marquée par des actions courageuses.
À partir de 10-11 ans, le jeune Étienne Blandin, voulait être marin et peignait à l'aquarelle des vues de navires, notamment engagés dans la Grande Guerre. Étienne Blandin commença ses études secondaires à l'Institution de Saint-Malo. En 1919, il intègre le collège Saint-Charles de Saint-Brieuc, aujourd'hui également lycée et collège, en classe préparatoire à la navigation dite  Cours de Flotte. Il est là à la suite de son futur collègue Marin-Marie, interne de 1914 à 1918. Il a alors pour professeur de dessin le peintre Émile Daubé (1885-1961). En octobre 1920, il entre à l'École nationale de navigation maritime de Saint-Malo, mais son niveau en mathématiques n'est pas suffisant. Son père lui conseille de s'orienter vers un métier artistique plus conforme à ses aptitudes. Il entre à l'école régionale des beaux-arts de Rennes le 10 avril 1921, et y étudie jusqu'en 1924, dans l'atelier de Jules Ronsin (1867-1937), directeur de l'école. En 1924-1925, il étudie à l'École des beaux-arts de Paris, dans l'atelier de Jean-Pierre Laurens En 1923, il entame la rédaction d'un catalogue de ses œuvres dans lequel il les inscrira avec divers renseignements (technique, dimensions, présentation dans des expositions, acheteurs éventuels...) durant 60 ans. A Paris, il prépare les concours au professorat de dessin. Son camarade Louis Dideron (1901-1980), qui deviendra membre de l'Académie des beaux-arts, sculpte son buste. En juin 1925, il obtient le 1er Degré du certificat d'aptitude d'enseignement du dessin dans les lycées et collèges et en septembre de la même année, il réussit le concours du Degré Supérieur. Il se marie en septembre 1926 avec Gabrielle Larère (1908-2009). Les parents de Gabrielle Larère avaient fait l'acquisition de la villa des Tilleuls au 5 (aujourd'hui le 7), boulevard Douville à Saint-Servan. Le peintre habita à cette adresse à partir de 1929 et y installa son atelier et son laboratoire photographique. Il enseigne d'abord à Gap en octobre 1926, puis à Évreux (1927-1929) avant d'être nommé à la rentrée de 1929 au collège de Saint-Servan. Il y comptera parmi ses élèves notamment Geoffroy Dauvergne (1922-1977), et Michel Laclotte (1929-2021), futur directeur du musée du Louvre.
Entre 1927 et 1931, il peint 68 huiles sur toile, treize étant consacrées à la montagne, dont les Grandes Cimes. Pendant cette même période, il peint des tableaux d'art sacré : Moïse, Suzanne et les vieillards en 1927, puis Salomé et David vainqueur, en 1928. Il peint ensuite des nature-morte comme un Pichet, toile qu'il expose au Salon de la Société nationale des beaux-arts en 1930. Mais, au début de 1931, il jugea son oeuvre impersonnelle et il décida de ne plus peindre. En revanche, il se mit à étudier l'histoire maritime, en particulier l'évolution des bateaux, de leurs structures et gréements, et de leur manoeuvre. Il ouvrit un nouveau catalogue ayant pour titre Marines, avec plus de 200 portraits de navires dessinés au crayon, puis à la plume. Fin 1932, début 1933, il reprend ses pinceaux et peint à la gouache des voiliers de différentes époques, s'inscrivant dans le sillage de François Geoffroi Roux (1811-1882).
En avril 1933, Étienne Blandin présente une exposition marine à voiles, à Brest. L'amiral Darlan apprécie sa peinture et lui conseille de poser sa candidature au titre de peintre de la Marine où il est nommé par décret du  18 novembre 1933. Il participe à la campagne de l'École de pilotage le long des côtes bretonnes en 1934-1935 à bord de l'aviso Ancre, dont il tire trois aquarelles. Sa qualité d'enseignant l'oblige à ne naviguer que pendant les périodes de vacances scolaires et il sera de toutes les campagnes d'été de l'École navale de 1935 à 1939. Il embarque chaque année sur le contre-torpilleur Chacal, lequel est accompagné par le Léopard, sur lequel il fera la campagne de 1939, et le Bison.
En décembre 1937, il expose une série de toiles maritimes à Brest dont une grande toile, Saint-Malo, cité corsaire. Les ports peints par l'artiste sont en majorité ceux qu'il a visités à bord des contre-torpilleurs annexes de l'École navale dont les destinations étaient le Royaume-Uni, la Belgique, Les Pays-Bas, les pays scandinaves et baltes. À bord, il remplit des carnets de croquis et emporte également des supports en carton mesurant 27 × 22 cm sur lesquels il peint au couteau. Il constitue ainsi un album de voyage qui se termine en Norvège le 13 août 1939. Au printemps de 1939, il peint cinq marines de grandes dimensions pour la décoration de la grande salle de l'hôtel Victoria à Saint-Servan, dont une représente le Pourquoi Pas du Commandant Charcot au mouillage en Antarctique.
Dès le 3 septembre 1939, il écrit au Chef du Service Historique de la Marine pour demander à servir à la mer. Il lui est répondu que rien n'est prévu pour les Peintres de la Marine, mais qu'il est libre de s'engager. Réformé définitif en 1926 pour malformation cardiaque, il obtient de passer devant le Conseil de Réforme de Rennes qui le déclare bon pour le service armé le 1er février 1940. Il est incorporé en avril 1940dans un groupe d'instruction de l'infanterie à Saint-Brieuc et sera démobilisé après l'armistice. Il reprend son activité artistique et son poste de professeur au collège de Saint-Servan. Il est renouvelé en tant que peintre de la Marine en 1942, comme ses collègues Marin-Marie, Albert Brenet, et Roger Chapelet.
En 1945, il obtient un congé d'un an pour convenance personnelle. À la rentrée de 1946 il est nommé au lycée d'Angers. En 1948 il contracte la tuberculose. Soigné à Osseja dans les Pyrénées-Orientales de 1948 à 1949 et rentre à Saint-Servan en convalescence pour deux ans. Il profite de ce temps libre pour réaliser un atlas de tous les pavillons de marines connus du monde entier, dessinés à la plume, colorés à la gouache et légendés à la main, soit plus de 1000 planches représentant plus de 3000 pavillons différents. En 1950, il est sollicité par l'Amicale des Capitaines au Long Cours Cap-horniers pour en illustrer le Livre d'Or. Il est élu membre d'honneur de l'Amicale en 1951 et a participé à la création du musée international du Long-Cours Cap-Hornier.
En 1951, il est nommé à Guingamp, puis de nouveau à Saint-Servan en 1955 où il enseigne jusqu'à sa retraite en 1963. De 1958 à 1964, il enseigne tous les ans l'histoire de la navigation à l'École d'administration maritime, sise au Port de Solidor à Saint-Servan. De 1951 à 1963 il a une production importante puisqu'il enregistre à son catalogue plus de 1000 entrées. En retraite, il reste très actif pendant encore une vingtaine d'années, réalisant plus de 400 marines, dont plus de 350 à l'huile, les autres au lavis ou à la plume. Sa vue se détériore et il pose ses pinceaux définitivement en 1983. Mais auparavant, en 1980, il aura eu le privilège d'être le seul peintre français à voir son nom figurer de son vivant dans le Dictionary of Sea Painters  de Edward H.H. Archibald, Curator of Oils Paintings au National Maritime Museum de Greenwich
En juin 1990, Étienne Blandin participe à l'exposition  Peintres de Marines et autres poètes de la mer, à l'École nationale de la marine marchande de Saint-Malo. Ce sera sa dernière exposition auprès du public.
Le public de sa région le connaît surtout au travers de ses portraits de corsaires aux mines patibulaires et caricaturales, reproduites sur de très nombreuses cartes postales vendues à Saint-Malo.
Il meurt le 10 novembre 1991. Ses obsèques ont eu lieu en l'église Sainte-Croix de Saint-Malo (Saint-Servan) et son inhumation au cimetière marin du Rosais, en bordure de l'estuaire de la Rance.
À l'occasion d’une exposition rétrospective organisée en 2019 par la ville de Saint-Malo, ses fils et petit-fils Patrick Blandin et Jérôme Loyer lui ont consacré un ouvrage, Étienne Blandin, peintre de la Marine, préfacé par le Contre-amiral Alain Regard, ancien Président de l'Association des Amis du Musée national de la Marine, avec une postface de Michel Laclotte, ancien directeur du musée du Louvre, qui fut élève du peintre au collège de Saint-Servan. Cet ouvrage a été honoré par le Prix Beau Livre 2021 de l'Académie de Marine. Au cours de cette exposition furent présentées plus de 150 œuvres depuis ses dessins de jeunesse jusqu'à ses derniers tableaux.

## Œuvres dans les collections publiques
- Dieppe : musée-château de Dieppe :
  - Aralia sur les bancs de Terre-Neuve, dessin ;
  - Navarrin, trois-mâts morutier en route pour Terre-Neuve, dessin.
- Laval, musée-école de la Perrine : Tête de profil de Valentin Corlay dit « sans cuisse » à la pipe et chapeau noir, fusain, crayon et lavis de gouache[12].
- Lanvéoc École navale :
  -  Paquebot allemand saluant Léopard « Bergen », aquarelle datée de 1935, offerte en mars 1936 à l'École navale.
- Paris :
  - École nationale supérieure des beaux-arts.
  - musée national de la Marine : Combat de l'Iphigénie contre l'Africaine le 13 septembre 1810, au large de Saint-Denis de la Réunion, huile sur toile.
- Rennes, école régionale des beaux-arts de Rennes.
- Saint-Malo, musée d’Histoire de la Ville et du Pays Malouin :
  - « France I » grand voilier 5 mâts dans les vagues, avant 1970, huile sur toile, 54 × l73 cm.
  - Trois gouaches dans le Livre d'Or de l'Amicale des Capitaines au Long Cours Cap-Horniers 1950 (28 × 43 cm).
  - Voilier dans la tempête, gouache sur papier, mars 1942 (50 × 65 cm).
  -  Départ de la Melpomène en rade de Saint-Malo, huile sur panneau, 1952 (97 × 146 cm).
  -  Portrait du commandant Auguste Briand (1884-1972), 1959 (55 × 46 cm), maire de Saint-Malo nommé par Vichy.
  -  Portrait du commandant Edmé Bourdais (1820-1861), 1962, huile sur panneau (65 × 54 cm).
  -  Portrait du commandant Yves Menguy (1877-1965), huile sur panneau (65 × 54 cm)
  -  Cinq-mâts France I grosse mer, 1966, huile sur panneau (54,5 × 73 cm).
- Saint-Servan décoration de la grande salle de l'hôtel Victoria, Saint-Servan, cinq grands tableaux : : Jacques Cartier au Canada - Dugay-Trouin à Rio de Janeiro -  La prise du Kent par Robert Surcouf  - Le combat de l'Aréthuse commandée par le servannais Pierre Bouvet contre le vaisseau anglais l'Amélia  1939 (116 × 184 cm) -  Le Pourquoi Pas du commandant Charcot à l'Île de Petermann en Antarctique , ce dernier étant le plus grand 198 cm de haut sur 322 cm de long[13].

## Éditions deTêtes de corsairesen cartes postales
Une série de 86 dessins a été reproduite en cartes postales, avec le nom, le surnom, la fonction et le navire sur lequel naviguaient les personnages.
Personnages
- David Alibert, dit Poisson Chat, gabier sur L'Antiope.
- Jean Bart, capitaine corsaire.
- Julie Beaurobert, poulie coupée clandestine faisant fonction de Coq[15] sur la Belle Poule, no 55.
- Théophile Berthelot, dit Gracieuse, bosco sur La Sentinelle, no 43.
- Joseph Camus, dit Fil à voile, gabier sur Les vainqueurs des jaloux.
- Baptiste Cornic dit Jambe de Chien, canonnier sur Les Trois Pucelles.
- Léopold Le Coroler, dit Le Dogue.
- Duguay-Trouin, capitaine corsaire.
- Eustache Faguet, capitaine corsaire, commandant le Poisson Volant, no 22.
- Eugène Hervé, dit Petit Boudin, charpentier sur : Le Solide.
- Ernestine Joubert, dite Titine Joujou, servante à l'auberge Au repos du corsaire.
- Félix Langlois, dit Nombril jaune, gabier sur La Luronne.
- Marcel Lemée, dit Bras de Fer, chef d’hune sur L'Hermine.
- Louis Adhémar Thimothée Le Golif, dit Borgnefesse, capitaine flibustier.
- Alain Lemeilleur, dit Belle Viande, gabier sur La Fortune.
- Gustave Le Moulec, dit Babor amures, gabier sur La Belle Cancalaise.
- Honoré Le Manac'h, dit Crabe poilu, maître calfat sur La Belle Eugénie.
- Arsène Manguy, dit Cul de cane, gabier sur la Curieuse, no 21.
- Prosper Marigny, dit La Gargousse, corsaire à Saint-Malo.
- Valentin Ménard, dit Ma Mignonne, calfat sur Le Diable à quatre.
- Robert Morin, dit La Chique, canonnier sur L'Hirondelle.
- Mathurin Pévidic, dit Pisse tafia, bosco sur La Chétis.
- Alcide Plouet, dit Feu et Flammes, maître voilier sur Le Renard.
- Jacques Robidel, dit Croche-au-Cul, capitaine corsaire, commandant L'Entêté.
- Anselme Thomas, dit Stropin, ancien canonnier sur le Beau Julesy.
- Arthur Vimout, dit Sans-Famille, gabier sur Le Patriarche.

Ses cartes postales de caricatures de corsaires sont connues de Dunkerque à Biarritz.
Navires
- Trois mâts carré Cariola, construit en 1904, il jaugeait 571.Tx et sauva les naufragés de la goélette Le Raymond à Terre-Neuve en 1923.
- La Couronne, navire.
- Le Chanaral, trois mâts carré, long courrier, XIXe siècle.
- Le Fendant, vaisseau de 2e rang.
- L'Armide rentre à Saint-Malo, frégate corsaire.
- Saint-Malo, le château et la porte Saint-Vincent.

## Expositions
- 1924 : Saint-Malo, Foire Bretonne
- 1927 : Gap, exposition collective - Dinard; exposition collective
- 1928 : Dinard, exposition collective
- 1929 : Evreux;, exposition collective
- 1930 : Saint-Servan, première exposition personnelle
- 1933 : Brest, première exposition personnelle à la galerie Saluden :  Marine à voiles
- 1934 : Brest: galerie Saluden, première exposition en tant que peintre du Département de la Marine
- 1935 : Rennes, galerie Briand - Rennes participation à la foire-exposition de la Société des Beaux-Arts - Brest galerie Saluden - Rennes galerie Briand exposition conjointe avec Éliane Petit de La Villéon (1910-1969)
- 1936 : Brest galerie Saluden
- 1942 : Oran, participation à une exposition à la galerie Palumbo à l'invitation de son collègue Roger Chapelet
- 1947 : Angers, galerie Marec
- 1956 : Saint-Malo, galerie Philippe Baslé
- 1957 : Saint-Malo, galerie Philippe Baslé
- 1958 : Rennes galerie des Beaux-Arts
- 1964 : Bordeaux, galerie  l'Ami des Lettres
- 1965 : Brest galerie Saluden
- 1967 : Nantes galerie Bourlaouen - Rennes, galerie des Beaux-Arts
- 1969 à 1972 : Rennes, galerie des Beaux-Arts
- 1980 : Rennes; galerie des Beaux-Arts
- 1986 : Le Quiou, château de Hac;  Exposition d'œuvres d'Étienne Blandin et ses filles: Monique Blandin-Hecquard et Danièle Blandin-Loyer
- 1990 : Saint-Malo: École Nationale de la Marine Marchande exposition  Peintres de Marine et autres poètes de la mer

## Expositions posthumes
- 1993 : Saint-Malo à la Halle au Blé dans  Trois peintres de la Marine en Bretagne : Marcel Depré (1919-1990), et Pierre Péron et Étienne Blandin
- 2005 : La ville de Saint-Briac-sur-Mer pour son 10e Festival d'Art organisa au Couvent de la Sagesse une exposition :  Dix regards de peintres de marines consacrée à Édouard Adam (1847-1929), Étienne Blandin, Albert Brenet (1903-2005), Roger Chapelet (1903-1995), Lucien-Victor Delpy (1898-1967), Ernest Guérin (1887-1952), Marin-Marie (1901-1987), Mathurin Méheut (1882-1958), Joseph-Honoré Pellegrin (1793-1849), et aux Roux : Joseph (1725-1789), Antoine (1765-1835), et François Joseph Frédéric Roux (1805-1870).
- 2019 : Saint-Malo, église Saint-Sauveur, rétrospective de 167 œuvres, de juillet au 27 octobre 2019.

## Salons
- Salon Rennais de 1926 : Portrait d'Étienne Jean Arsène Blandin, père de l'artiste, 1925 ; Nature Morte.
- Salon de la Société nationale des beaux-arts de 1926 : Mlle Gabrielle Larère, brodant, 1927 ; Portrait d'un élève, 1930 ; Nature morte.
- Salon de la Marine de 1942, Vichy[18] :
  - no 54 : Vaisseau à trois ponts ;
  - no 55 : La « Bayonnaise » émettant un rideau de fumée ;
  - no 56 : Trois-mâts dans la tempête ;
  - no 57 : Le « Foudroyant » en convoi ;
  - no 58 : croquis divers.
- Salon de la Marine de 1943, Paris, palais de Chaillot[19] :
  - no 109 : Combat de la frégate « L’Aréthuse » (Commandant Bouvet) et de la… ;
  - no 110 : Frégate anglaise « Amelia » (1813).
- 1943 Rennes : Premier Salon des Provinces de France
- Salon de la Marine de 1944, Paris, palais de Chaillot[20] :
  - no 50 : Frégate XVIIIe siècle en rade de Saint-Malo ;
  - no 51 : Trois-mâts doublant le Cap Wrath (Écosse) ;
  - no 52 : Escale en Chine.
- Salon de la Marine de 1945, Paris, palais de Chaillot[21] :
  - no 168 : Le « Richelieu » ;
  - no 169 : Après le typhon.
- Vallauris : Salon des Provinces Françaises 1969
- Dinard : Salon des peintres contemporains

## Publications
- « L'Amiral Bouvet », Annales de la Société d'histoire et d'archéologie de l'arrondissement de Saint-Malo, 1952, pp. 14-31.
- « Les Vikings, Rois de la Mer » [extraits], Annales de la Société d'histoire et d'archéologie de l'arrondissement de Saint-Malo, 1957, pp. 60-72.
- « Jean-Marie Cochet, corsaire de Saint-Servan » [extraits], Annales de la Société d'histoire et d'archéologie de l'arrondissement de Saint-Malo, 1960, pp. 120-122.
- « Le premier capitaine au long cours », Courrier du Cap, revue de l'amicale des capitaines au long cours cap-horniers de Saint-Malo, no 59, juin 1983.

## Élèves
- Geoffroy Dauvergne (1922-1977), élève à Saint-Servan
- Michel Laclotte (1929-2021), élève à Saint-Servan

## Hommages
La ville de Saint-Malo a donné son nom à une rue du quartier de Château-Malo.